# Aga
För andra betydelser, se AGA.

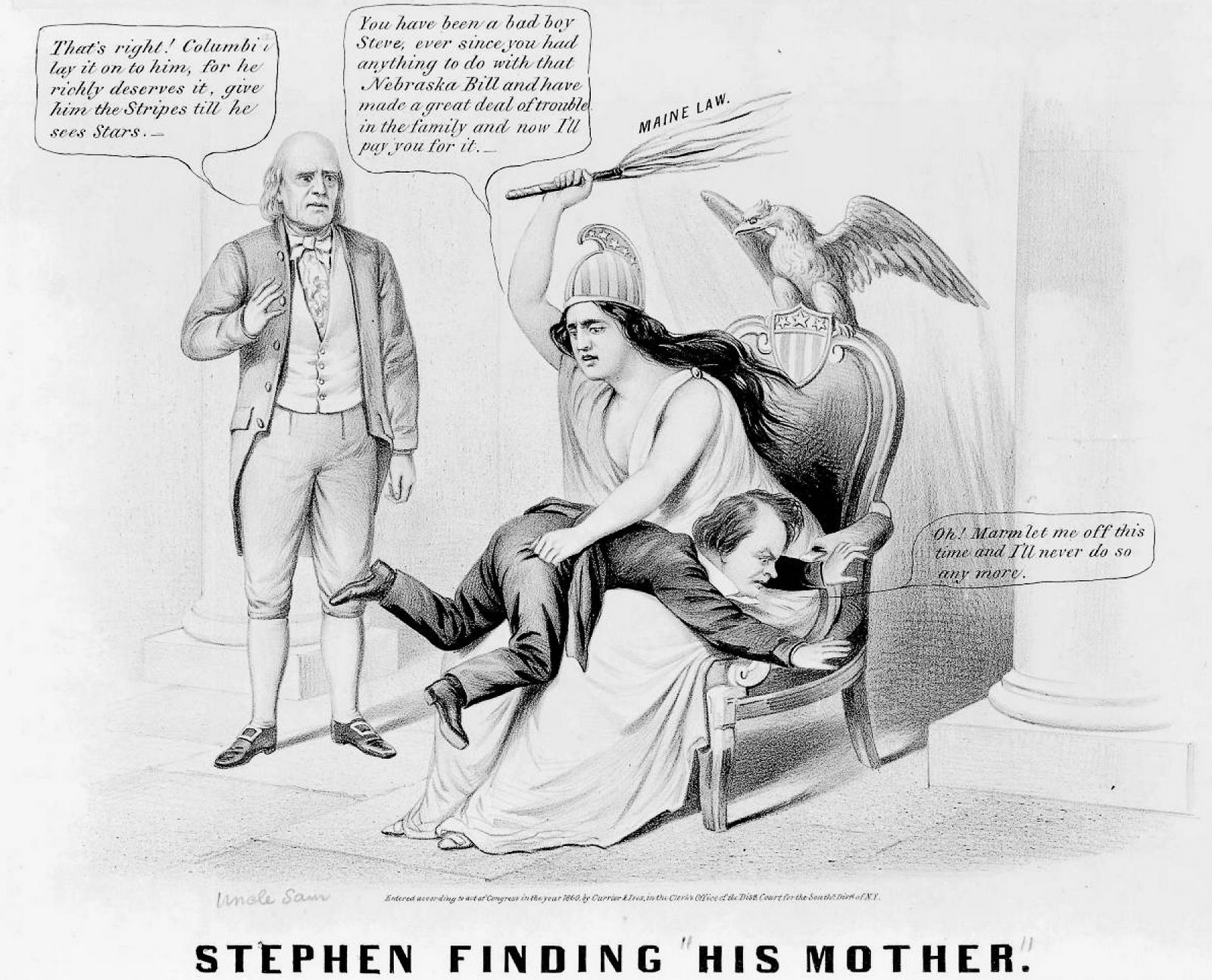
Aga har ofta avbildats i skämtteckningar. I denna teckning från 1860 får Stephen A. Douglas smisk av Columbia under Uncle Sams överinseende.

Aga är kroppslig bestraffning i uppfostrande syfte. Kroppsstraff som påföljd för brott utdömt av domstol benämns dock inte som aga. Exempel på former av aga inkluderar följande:
- Barnaga – vuxnas, (i de flesta fall föräldrars), kroppsliga bestraffning av barn.
- Skolaga – skolpersonalens kroppsliga bestraffning av elever.
- Husaga – husbondens, husfaderns och husmoderns kroppsliga bestraffning av hushållsarbetare.
- Hustruaga – en mans kroppsliga bestraffning av sin hustru.

Generellt gäller att acceptansen för aga gradvis minskat över hela världen. Hustruaga började fasas ut i Europa under 1600-talet medan detsamma skedde för husaga under mitten av 1800-talet. Skolaga började förbjudas under senare delen av 1800-talet men är fortfarande förekommande i flera länder. Barnaga började först under andra hälften av 1900-talet att förbjudas i ett flertal länder varav första landet var Sverige 1979.

## Barnaga och barnmisshandel

Lagar om aga i Europa:
All form av aga förbjudet
Skolaga förbjudet, barnaga tillåtet
Både skolaga och barnaga tillåtet

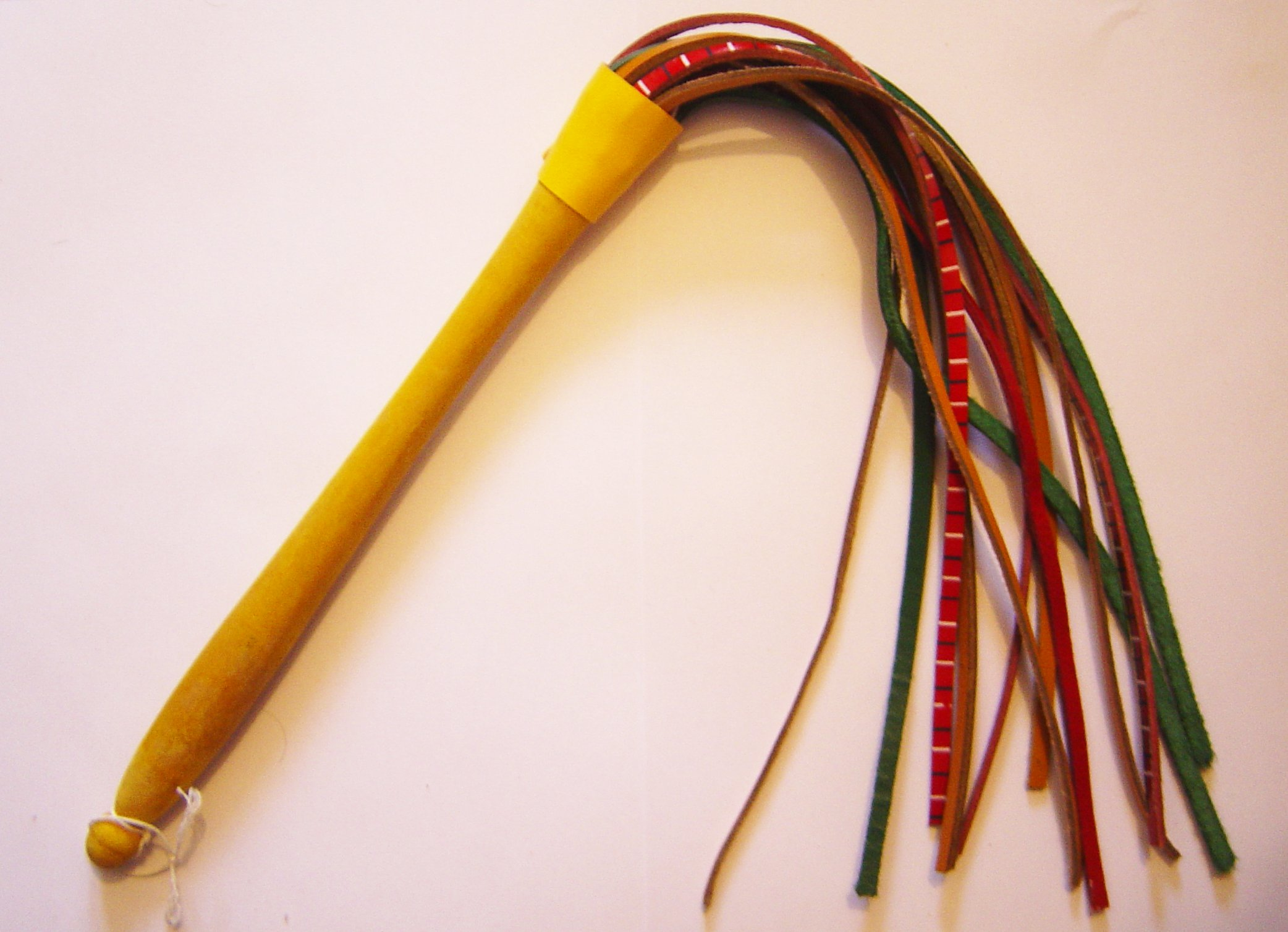
Martinet är ett exempel på ett redskap som traditionellt använts för att aga barn i främst Frankrike.

Att aga (i uppfostrande syfte slå eller kroppsligt bestraffa) barn är tillåtet och klassas normalt ej som misshandel i de flesta länder, men i 58 länder får barn enligt lag ej bli utsatta för aga eller annan form av fysiskt/psykiskt våld. Många andra länder, däribland samtliga länder i Europa, har förbud mot aga i skolan men inte i hemmet. Enligt en studie genomförd på uppdrag av FN saknar cirka 80 % av världens barn juridiskt skydd mot våld i hemmet.
De vanligaste formerna av barnaga är örfilar (slag i ansiktet med öppen hand) och smisk (slag på stjärten med öppen hand eller ett redskap som björkris, hårborste, mattpiska, bälte, skohorn och dylikt).
Varje år dör cirka 150 000 barn globalt av olika former av barnmisshandel såsom fysiskt/psykiskt våld, kränkning och vanvård, av vilket cirka 80 % utövas av föräldrar enligt en amerikansk studie (den siffran inkluderar inte sexuella övergrepp).
Barnmisshandel kan ibland vara svår för utomstående att upptäcka. Grund för misstanke kan vara att föräldrarnas förklaring till hur ett barns skada uppstått inte verkar rimlig, eller om förklaringen ändras. Barn som för sin ålder är ovanligt oroliga, oregerliga eller svåra att kommunicera med är också oftare utsatta för misshandel. 
Barnmisshandel beskrivs i medicinsk litteratur redan på 1800-talet men kunskapen började få större spridning först långt senare. Barnmisshandel kan ofta vara dold i familjen och det finns risk för underdiagnostik bland annat eftersom barnet inte kan föra sin egen talan. Samtidigt är överdiagnostik allvarligt eftersom samhällets ingripanden och åtgärder kan leda till att en familj kan splittras på felaktig grund.

### Argument mot barnaga
En rad studier har visat ökad risk för hämmad utveckling hos barnet som ett resultat av kroppsstraff. Problem som har kopplats till barnaga är ökad aggression, psykiska problem, nedsatt kognitiv utveckling och drog- och alkoholmissbruk.
Enligt motståndare till aga kan den förnedrande upplevelsen skapa inre sår och skapa ett behov av att ge igen på andra sätt. Aga kan enligt motståndarna göra att människor beter sig sämre när inget hot om aga längre föreligger.
Barnaga anses av en del främja auktoritetstro, vilket enligt dem anses vara ett hot mot demokratiska synsätt. Enligt denna syn ger aga således snabb effekt vad gäller uppförande, men de negativa effekterna anses vara betydande och långsiktiga. 
En metastudie från 2002 som analyserade 60 år av vetenskapliga studier om barnaga drog slutsatsen att barnaga hade en mängd nackdelar, och inga fördelar annat än omedelbar åtlydnad.

### Argument för barnaga
Resultaten från empiriska studier är inte entydiga vare sig för eller emot aga.
Ofta står förespråkare av barnaga för en mer auktoritär uppfostringsstil, och menar att ett barn utvecklas bäst genom att bra beteende belönas och dåligt beteende ger ett direkt straff som är avskräckande.
Förespråkare anser ofta att aga inte ger negativa långsiktiga konsekvenser i större utsträckning än alternativa metoder.[källa behövs]
Ett argument är att agan går snabbt att genomföra medan andra straff, som till exempel utegångsförbud, påverkar barnet negativt under en längre tid.[källa behövs]
Framförallt i länder där barnaga fortfarande är tillåten finns även en mer eller mindre bred opinion som är för användandet av aga. Detta vållar ofta debatt mellan exempelvis politiker och även mellan föräldrar och lärare.

### Insatser från socialtjänsten
SBU har i en vetenskaplig utvärdering och systematisk litteraturöversikt gått igenom vilka åtgärder som kan vara till hjälp för barn som utsätts för våld och försummelse i hemmet. Utvärderingen visar att insatser som kan användas inom socialtjänsten kan minska våld och försummelse av barn upp till skolåldern: Project Support och Parent Child Interaction Therapy (PCIT). Dessa insatser kan även leda till att barnens utagerande beteende minskar. PCIT kan också förbättra samspelet mellan barn och föräldrar.
Insatser som riktas mot små barns anknytning till vårdnadshavaren, till exempel Attachment and Biobehavioral Catch-up (ABC), kan leda till att färre barn får så kallad desorganiserad anknytning som är förknippat med senare utveckling av psykisk ohälsa och kamratsvårigheter.

### Kronologisk lista över länder som förbjudit barnaga[11]
| Nr | Land och förbudsår       |
| -- | ------------------------ |
| 1  | Sverige (1957)           |
| 2  | Finland (1969)           |
| 3  | Norge (1972)             |
| 4  | Österrike (1977)         |
| 5  | Danmark (1985)           |
| 6  | Estland (1992)           |
| 7  | Portugal (1994)          |
| 8  | Cypern (1994)            |
| 9  | Italien (1996)           |
| 10 | Polen (1997)             |
| 11 | Lettland (1998)          |
| 12 | Tyskland (1998)          |
| 13 | Kroatien (1999)          |
| 14 | Bulgarien (2000)         |
| 15 | Israel (2000)            |
| 16 | Turkmenistan (2002)      |
| 17 | Island (2003)            |
| 18 | Ukraina (2004)           |
| 19 | Rumänien (2004)          |
| 20 | Ungern (2005)            |
| 21 | Grekland (2006)          |
| 22 | Nederländerna (2007)     |
| 23 | Nya Zeeland (2007)       |
| 24 | Uruguay (2007)           |
| 25 | Venezuela (2007)         |
| 26 | Chile (2007)             |
| 27 | Spanien (2007)           |
| 28 | Togo (2007)              |
| 29 | Costa Rica (2008)        |
| 30 | Moldavien (2008)         |
| 31 | Luxemburg (2008)         |
| 32 | Liechtenstein (2008)     |
| 33 | Tunisien (2010)          |
| 34 | Kenya (2010)             |
| 35 | Kongo-Brazzaville (2010) |
| 36 | Albanien (2010)          |
| 37 | Sydsudan (2011)          |
| 38 | Makedonien (2013)        |
| 39 | Kap Verde (2013)         |
| 40 | Honduras (2013)          |
| 41 | Malta (2014)             |
| 42 | Brasilien (2014)         |
| 43 | Bolivia (2014)           |
| 44 | Argentina (2014)         |
| 45 | San Marino (2014)        |
| 46 | Nicaragua (2014)         |
| 47 | Andorra (2014)           |
| 48 | Benin (2015)             |
| 49 | Irland (2015)            |
| 50 | Peru (2015)              |
| 51 | Mongoliet (2016)         |
| 52 | Montenegro (2016)        |
| 53 | Paraguay (2016)          |
| 54 | Slovenien (2016)         |
| 55 | Litauen (2017)           |
| 56 | Zimbabwe (2017)          |
| 57 | Sydafrika (2017)         |
| 58 | Nepal (2018)             |
| 59 | Frankrike (2019)         |

## Husaga

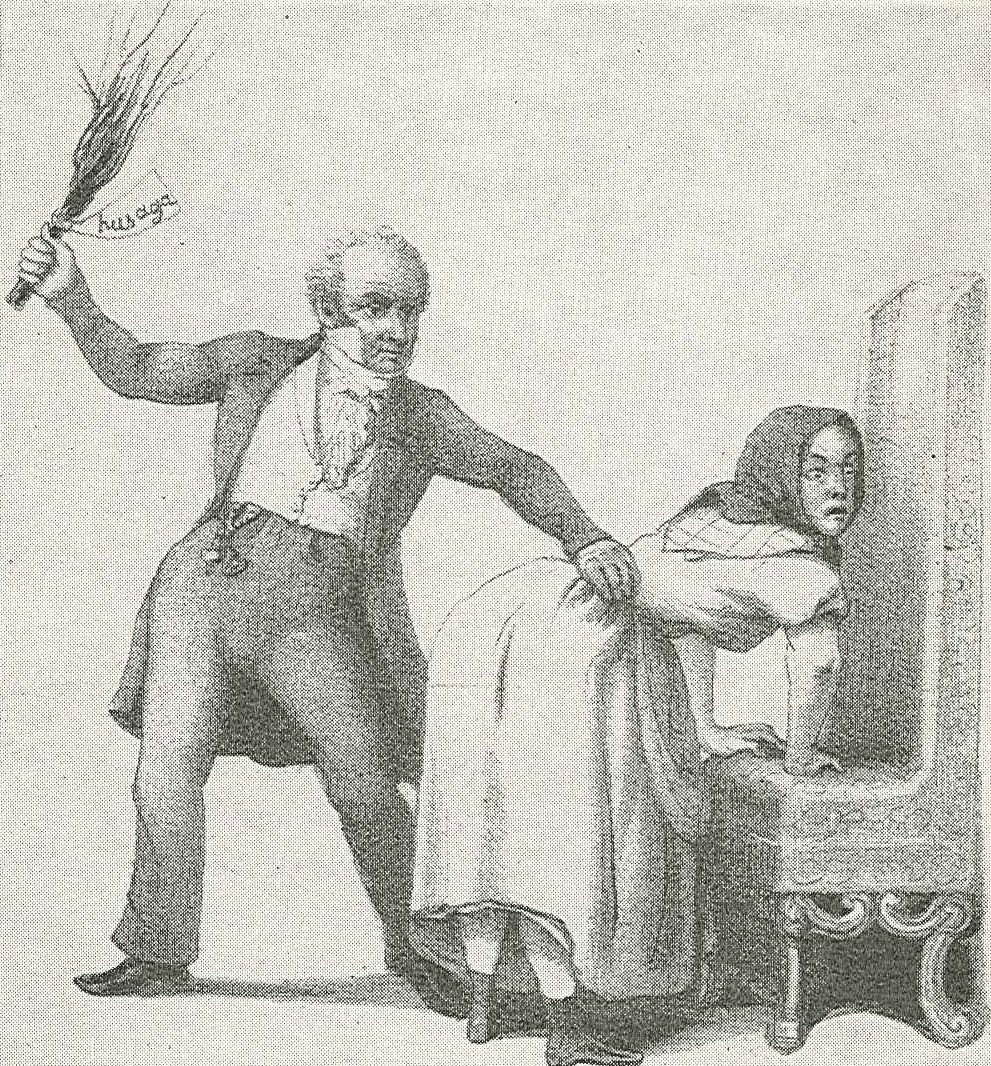
Husaga skildrad av Fritz von Dardel på 1850-talet.

Husaga var en tidigare bestraffningsform som innebar att husbonden, husfadern och husmodern hade rätt att i uppfostringssyfte kroppsligt bestraffa (aga) barn och tjänstefolk, och maken i sin tur hade rätt att aga sin hustru.
Husagan speglade jordbrukssamhället och det förindustriella samhället där tillgängliga sanktionsmedel huvudsakligen bestod av kroppsstraff och dödsstraff. Sedan 1800-talet har detta ersatts av penningstraff (böter) och frihetsstraff (fängelse) i västerländska samhällen, dödsstraffet har dock vissa länder valt att behålla för den allra grövsta brottsligheten.
När denna bestraffningsform började diskuteras var generellt konservativa mer positiva till husaga av tjänstefolk, medan liberaler var mer kritiska och menade att tjänstefolk inte var barn utan skulle ses och behandlas som anställda som var där för att arbeta, inte för att uppfostras.
William Blackstone skrev under 1700-talet att maken (enligt gammal lag) tillåtits aga sin hustru med lagens stöd men att det under Karl II:s tid som kung börjat ifrågasättas.
Under 1870-talet började domstolarna i USA gå emot den allmänna principen i lagen att maken hade rätt att "fysiskt tukta" sin hustru, och i Storbritannien slopades 1891 mannens tidigare traditionella rättighet att fysiskt "tukta" sin fru.

## Skillnader mellan länder

### Sverige
I några svenska landskapslagar från medeltiden hade husbonden rätt att "med måtta" aga inte bara sina barn och sitt tjänstefolk utan även sin hustru. I 1734 års lag skedde en ändring där agarätten ej längre omfattade hustruaga utan endast aga av tjänstefolket. Olika legostadgor kom åren 1664–1833 och där reglerades vidare husbondens och husmoderns rätt att aga sitt tjänstefolk.
Den 22 december 1847 motionerade Lars Johan Hierta i riksdagen om avskaffande av husaga i Sverige och den 1 oktober 1858 förbjöds husbonden att aga vuxna (tjänstefolk såväl som sin hustru), och all husaga förbjöds definitivt 1920 då även husbondens rätt att aga minderåriga anställda (pojkar under 18 och flickor under 16 år) avskaffades. Fartygsbefälhavares rätt att aga minderåriga upphörde 1922.
Skolaga var vanligt förekommande i folkskolan fram till slutet av 1800-talet men även därefter förekom exempelvis örfilar, drag i öronen och rottingslag över fingrarna då läraren ansåg att eleven överträtt gällande ordningsregler eller annars uppträtt olämpligt. Skolaga förbjöds 1958  då den nya svenska folkskolestadgan infördes.
Föräldrar var enligt lag skyldiga att ge sina barn (rimlig) aga som påföljd för försyndelser barnen befunnits skyldiga till fram till 1902 då den skyldigheten ändrades till en rättighet. Aga var dock straffbar som misshandel om den medfört skada som ej var att anse som ringa, d.v.s. misshandel av normalgraden eller grov misshandel. Men aga i form av ringa misshandel var fortfarande straffritt enligt en undantagsregel i strafflagens 14 kap 16 § (SL 14:16), som stadgade att den som under utövning av laga rättighet att aga någon som står under dennes lydnad tillfogat någon ringa skada, denne skall ej straffas för ringa misshandel. Denna undantagsregel avskaffades dock den 1 juli 1957 och barnaga i form av ringa misshandel blev då kriminaliserat och således förbjudet. Allt som är kriminaliserat är givetvis förbjudet. Det var straffrättskommittén, som arbetade med den kommande brottsbalken, som bröt ut ett förslag om lagändring i SL 14:6 till särskild behandling i förväg, vilket resulterade i att även barnaga i form av ringa misshandel  kriminaliserades. När brottsbalken trädde i kraft 1965, överfördes misshandelsparagrafen till brottsbalken 3 kap 5 § (BrB 3:5). Lagändringarna i föräldrabalken 1966 och 1979 medförde ingen förändring av rättsläget gällande barnaga, eftersom det redan var förbjudet sedan 1957. Det uttryckliga förbudet mot barnaga, som infördes i föräldrabalken 1979, var mest ett förtydligande, en pedagogisk pekpinne.   
Utöver detta förbud 1957 i brottsbalken gjordes 1966 i förtydligande syfte en ändring i föräldrabalken, då den bestämmelse i föräldrabalken som tillät föräldrar att aga sina barn upphävdes. Men detta innebar inte någon förändring av rättsläget.
Den 15 mars 1979 förbjöds barnaga uttryckligen, även om ingen fysisk skada skett, genom införande av en ny lag i föräldrabalken vilken gäller sedan den 1 juli samma år och förtydligar att brottsbalkens straffbestämmelser för misshandel även omfattar barnaga, och stadgar följande: 
Barn har rätt till omvårdnad, trygghet och en god fostran. Barn skall behandlas med aktning för sin person och egenart och får inte utsättas för kroppslig bestraffning eller annan kränkande behandling.
Svenskarnas inställning till barnaga har enligt en undersökning förändrats kraftigt sedan 1960-talet då en majoritet (cirka 55 %) av landets föräldrar var positiva till barnaga och en majoritet (cirka 90 %) av landets föräldrar hade agat sina barn, jämfört med endast 10 % under 2000-talet.
En nationell kartläggning från 2011 av Stiftelsen Allmänna Barnhuset visade att ca 14% av högstadieeleverna blivit slagna av sina föräldrar eller annan vuxen i hemmet. 3% hade blivit slagna vid upprepade tillfällen.
I Sverige utsätts fler pojkar än flickor för misshandel och bland barn 0–6 år är misshandel vanligast i åldersgruppen 4–6 år. Cirka en tredjedel av gärningspersonerna är kvinnor, alltså en större andel än vid många andra typer av brott. 15 procent av gärningspersonerna är styvföräldrar och två tredjedelar av offren har skilda föräldrar. Det är också vanligt att personer som anmäls för barnmisshandel tidigare lagförts för brott.
I Sverige (och även i resten av Norden) är våld mot barn idag mycket ovanligt jämfört med andra länder. En stor minskning i barnmisshandel har skett sedan lagändringarna 1966 och 1979. 1950–1966 var våld en del av svenska barns vardag men år 2000 uppgav en majoritet av 10–12-åringar (86 %) att de aldrig utsatts för någon form av kroppslig bestraffning.
1998–2008 skedde en kraftig ökning av polisanmäld barnmisshandel i Sverige. Enligt Brottsförebyggande rådet beror ökningen främst på ökning i anmälningsbenägenhet. År 2008 anmäldes 1900 misshandelsbrott mot barn i åldern 0–6 år och 8600 misshandelsbrott mot barn i åldern 7–14 år.

### Ryssland/Sovjetunionen
Skolaga förbjöds 1917 av kommunistpartiet så fort de kom till makten. 2006 infördes en ny lag som stadgar att en lärare som utsatt elev för fysiskt våld skall stängas av. Flera före detta delrepubliker i Sovjetunionen, däribland Ukraina, Turkmenistan och Lettland, har infört förbud mot barnaga.

### Storbritannien
Skolaga i allmänna skolor förbjöds 1986 och i privatskolor 1998 i England och Wales, 2000 i Skottland och 2003 i Nordirland. Nedteckningen av utdelningen av kroppsstraff under 1970- och 80-talen har bevarats i registren av vissa brittiska skolor. Barnaga i hemmet är ännu tillåten - med vissa restriktioner som infördes under 2000-talet: Det är bl.a. förbjudet att ge barn aga som medför fysiska men, att aga barn i huvudet och att använda tillhygge, och i Skottland är det även förbjudet att aga barn under 3 år.

### Tyskland
Skolaga förbjöds 1949 i Östtyskland (som upphörde att existera och uppgick i Förbundsrepubliken Tyskland den 3 oktober 1990), och i Förbundsrepubliken Tyskland (Västtyskland före Tysklands återförening den 3 oktober 1990) vid olika tidpunkter i de olika delstaterna 1975–1983.
I Förbundsrepubliken Tyskland infördes 1980 förbud mot kränkande åtgärder för att uppfostra barn (det var dock oklart exakt vad "kränkande" innebar), vilket i allmänhet uppfattades ge föräldrar rätt att fortsätta aga sina barn så länge agan inte "kränkte" barnen. Den 1 juli 1998 infördes ett nytt förbud mot kränkande uppfostringsåtgärder, speciellt fysisk och psykisk misshandel, vilket dock också uppfattades medge barnaga (eftersom det rådde olika uppfattningar huruvida aga var jämställt med misshandel eller ej). Därför infördes en ny ännu tydligare och mer strikt lag som gäller sedan den 8 november 2000 och stadgar: Barn har rätt till uppfostran fri från våld. Fysisk bestraffning, psykiska skador och andra kränkande uppfostringsåtgärder är otillåtna.

### Japan
Trots att skolaga förbjöds 1947, förekommer fysisk bestraffning av skolelever ändå. Under sent 1987 meddelade över 60 % av junior high school-lärarna att det var nödvändigt, och 7 % tyckte det var nödvändigt under alla förhållanden, 59 % tyckte det skulle användas ibland och 32 % var emot det under alla förhållandena; medan det i elementär-(primär)-skolorna stöddes av 2 % oavsett förhållanden, 47 % tyckte att det var nödvändigt och 49 % var emot det.

### Kina
I Kina förbjöds skolaga officiellt 1949 av Mao Zedong men har ändå förekommit, och år 2005 utfärdades nya bestämmelser mot skolaga.

### Taiwan
I Taiwan förbjöds skolagan enligt lag 2006.

### Australien
Skolaga är (sedan mitten av 2010-talet) förbjuden i alla skolor utom i privatskolor i Queensland och South Australia.

### Nordamerika
I USA är barnaga i hemmet, och i vissa delstater även skolaga, tillåten - med vissa strikta restriktioner som finns för att förhindra fysiska skador. Den första delstaten att förbjuda skolaga var New Jersey 1867.
I Kanada är det sedan 2004 tillåtet i hemmet att aga barn i åldern 2–11 år, med vissa restriktioner: Det är bland annat förbjudet att ge barn aga som medför fysiska men, att aga barn i huvudet och att använda tillhygge.